# Portoriko na Letních olympijských hrách 1948
Portoriko se účastnilo Letní olympiády 1948 v Londýně. Zastupovalo ho 9 mužů v 3 sportech.

## Medailisté
| Medaile | Jméno        | Sport | Soutěž                       |
| ------- | ------------ | ----- | ---------------------------- |
| Bronz   | Juan Venegas | Box   | muži Váha bantamová do 54 kg |